# Grayson (Kentucky)
Pour les articles homonymes, voir Grayson.
La ville de Grayson est le siège du comté de Carter, dans l'État du Kentucky, aux États-Unis. Elle comptait 4 217 habitants lors du recensement de 2010.

## Source
- (en) Cet article est partiellement ou en totalité issu de l’article de Wikipédia en anglais intitulé « Grayson, Kentucky » (voir la liste des auteurs).